# Марањански црвеноруки дрекавац
Марањански црвеноруки дрекавац (Alouatta ululata) је врста примата (Primates) из породице пауколиких мајмуна (Atelidae). 

## Распрострањење
Ареал врсте је ограничен на једну државу. Бразил је једино познато природно станиште врсте.

## Станиште
Станиште врсте су шуме. 

## Угроженост
Ова врста се сматра угроженом.